# Старе Заколе
Старе Заколе (пол. Stare Zakole) — село в Польщі, у гміні Мінськ-Мазовецький Мінського повіту Мазовецького воєводства.
Населення — 135 осіб (2011).
У 1975-1998 роках село належало до Седлецького воєводства.

## Демографія
Демографічна структура станом на 31 березня 2011 року:
|          | Загалом | Допрацездатний вік | Працездатний вік | Постпрацездатний вік |
| -------- | ------- | ------------------ | ---------------- | -------------------- |
| Чоловіки | 64      | 7                  | 49               | 8                    |
| Жінки    | 71      | 12                 | 40               | 19                   |
| Разом    | 135     | 19                 | 89               | 27                   |